# Binondo-Kirche

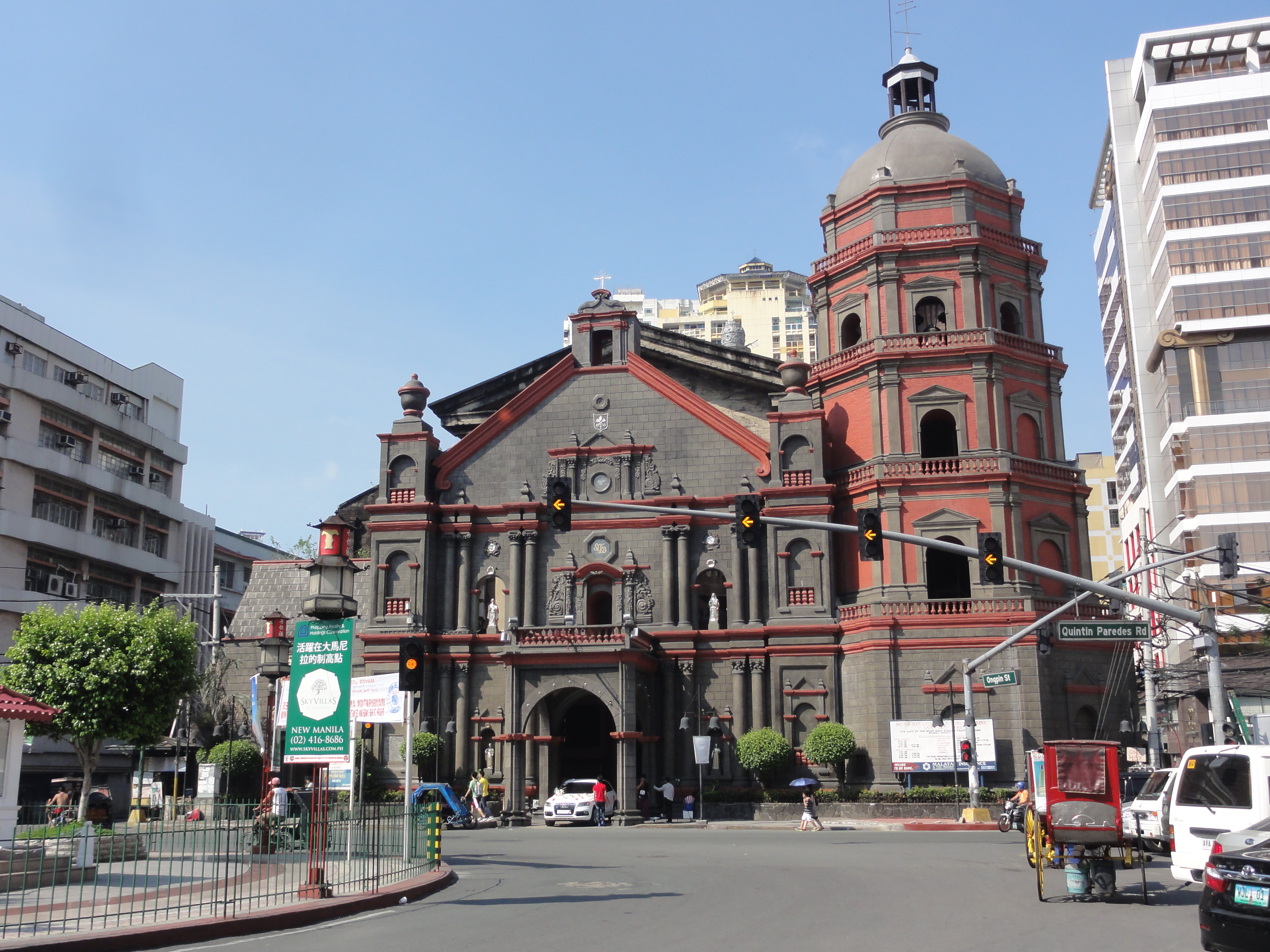
Eingangsportal der Binondo-Kirche

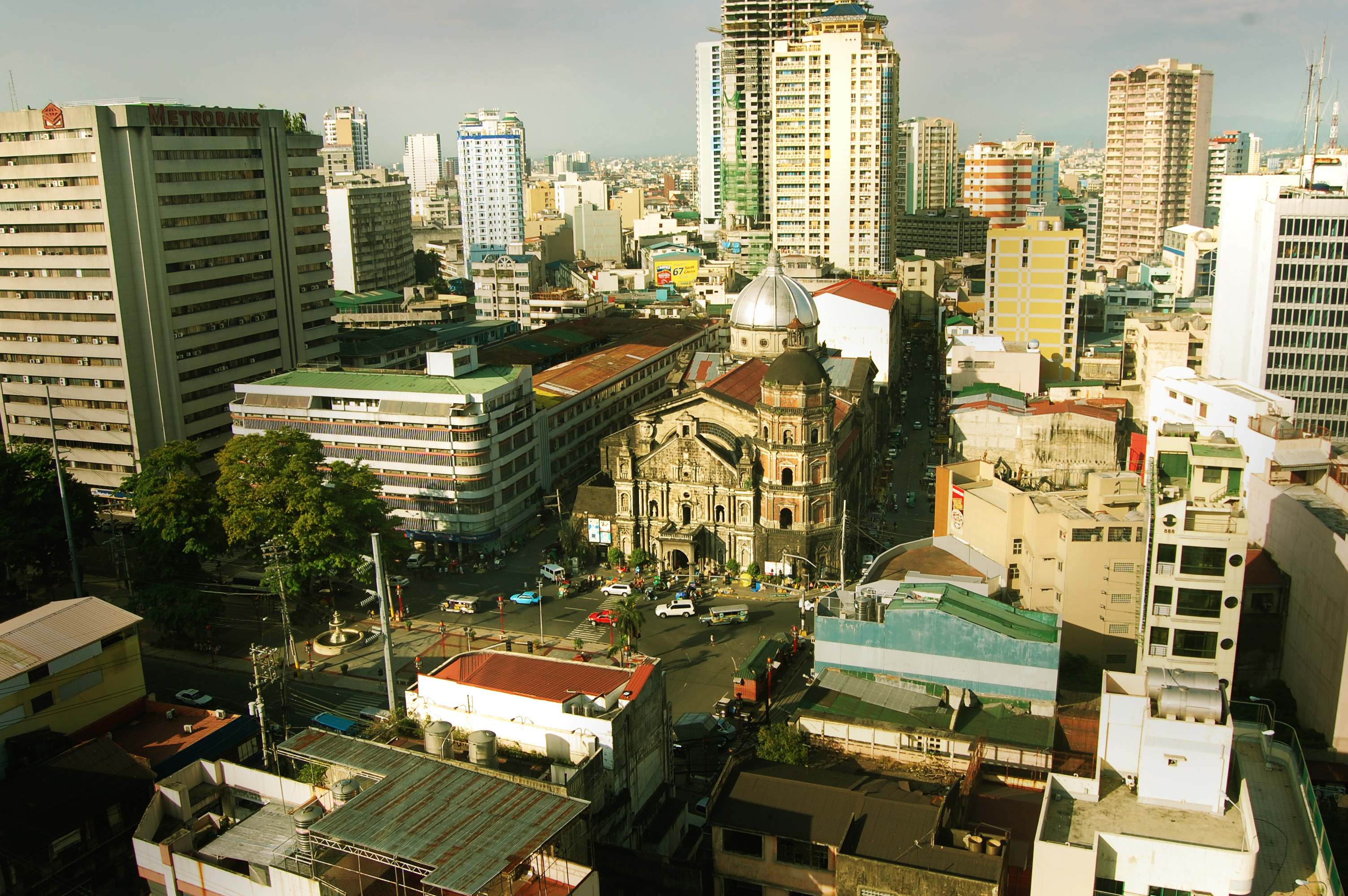
Luftaufnahme von Kirche und Areal

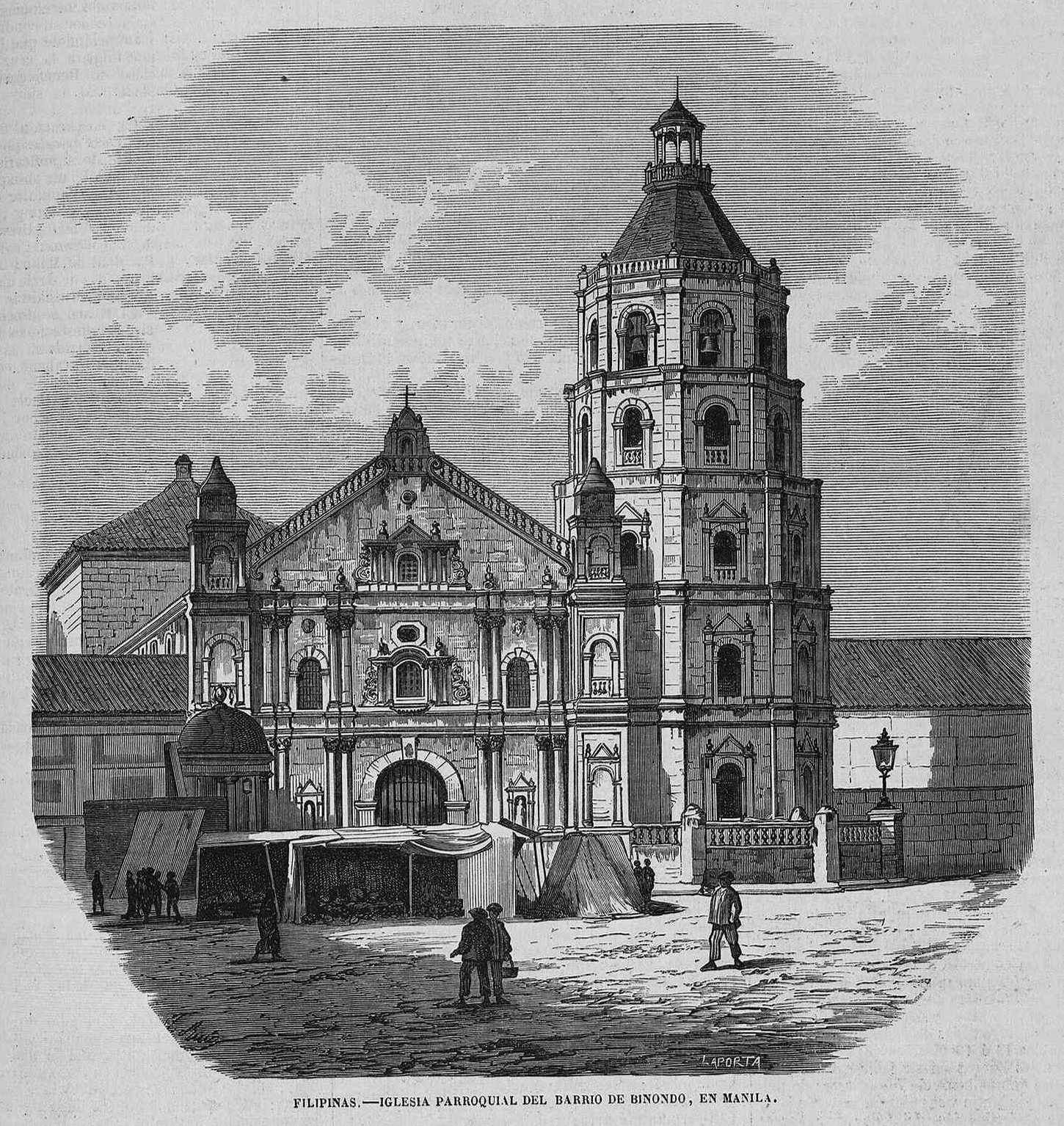
Binondo-Kirche 1868

Die Binondo-Kirche (offiziell: „Basilica of St. Lorenzo Ruiz“) ist eine der vier Basilicae minores des Erzbistums Manila der römisch-katholischen Kirche in der Hauptstadt der Philippinen Manila. Sie steht im Barangay Binondo, an der Ongpin Street, und markiert den Eingang zur China Town Manilas.
Das Gotteshaus ist Lorenzo Ruiz gewidmet, dem ersten Filipino, der als Heiliger der römisch-katholischen Kirche verehrt wird. Die Messen werden auf Filipino, Mandarin und Englisch gefeiert.

## Geschichte
Binondo ist der alte Handelsplatz, an dem sich bereits im Mittelalter Chinesen niederließen, um Handel mit den Einwohnern Maynilads zu treiben. Nach der spanischen Kolonisierung Manilas konvertierten viele von ihnen zum Christentum. Da in dieser Zeit gemischte Gottesdienste verboten waren, erhielten die chinesischen Einwohner 1596 ihre eigene damals von Priestern des Dominikaner-Ordens geleitete Kirche, die heutige Binondo-Kirche.
Sie überstand die großen Erdbeben des 17. Jahrhunderts, bis sie während der britischen Invasion der Philippinen 1762, einem kurzen Kapitel des Siebenjährigen Krieges, zerstört wurde. 1852 wieder aufgebaut und komplettiert, überstand sie die großen Erdbeben von 1863 und 1880 nahezu unbeschadet, bis sie 1944 beim Bombardement Manilas durch die USAAF zerstört wurde. Es blieben nur die westliche Fassade und der Glockenturm stehen. Ihr Wiederaufbau erfolgte in den 1950er Jahren, konnte jedoch erst 1984 abgeschlossen werden.
Beim Besuch von Papst Johannes Paul II. 1992 wurde ihr der Status einer Basilica minor verliehen.

## Galerie

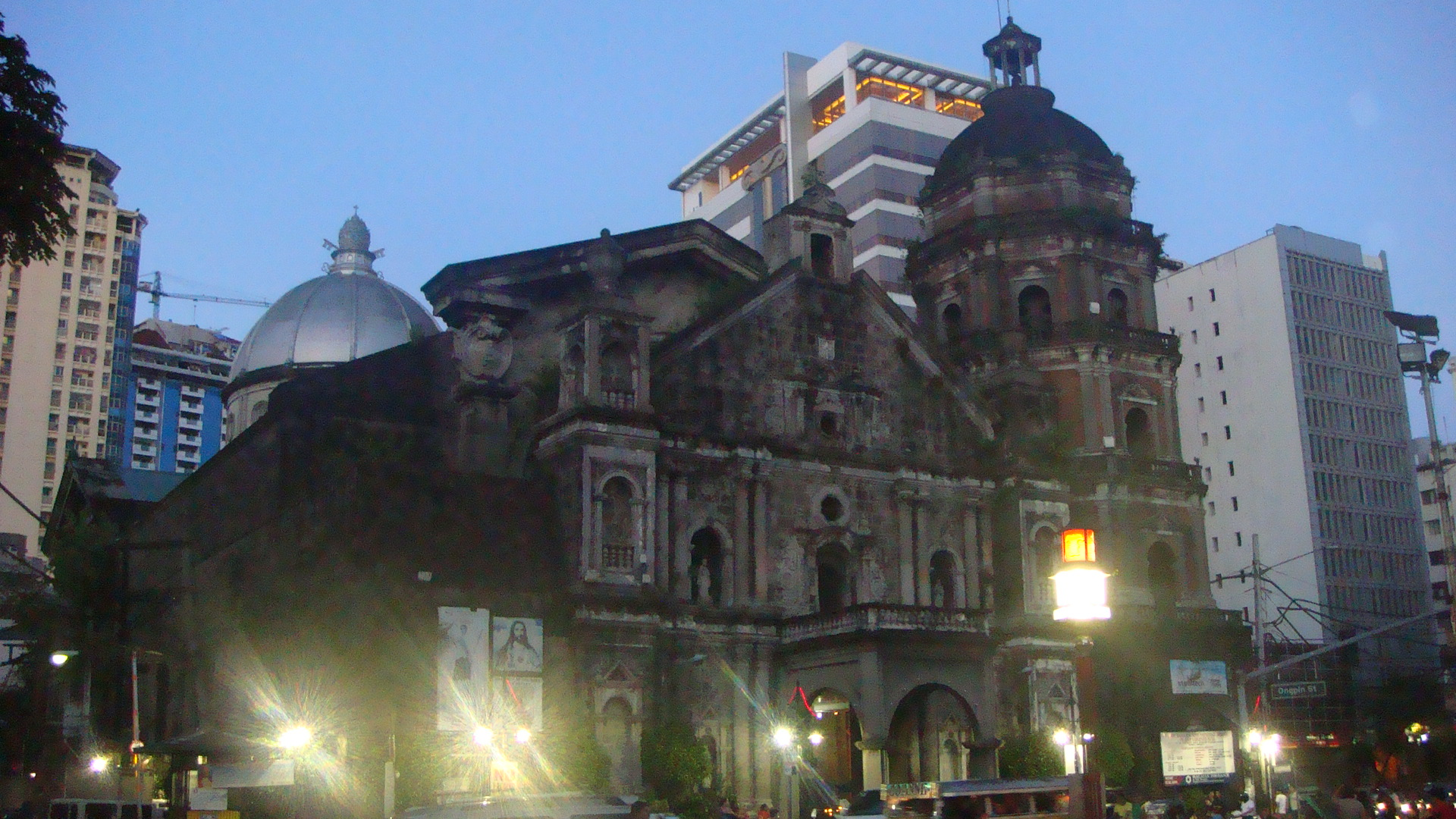
Basilika nach Sonnenuntergang
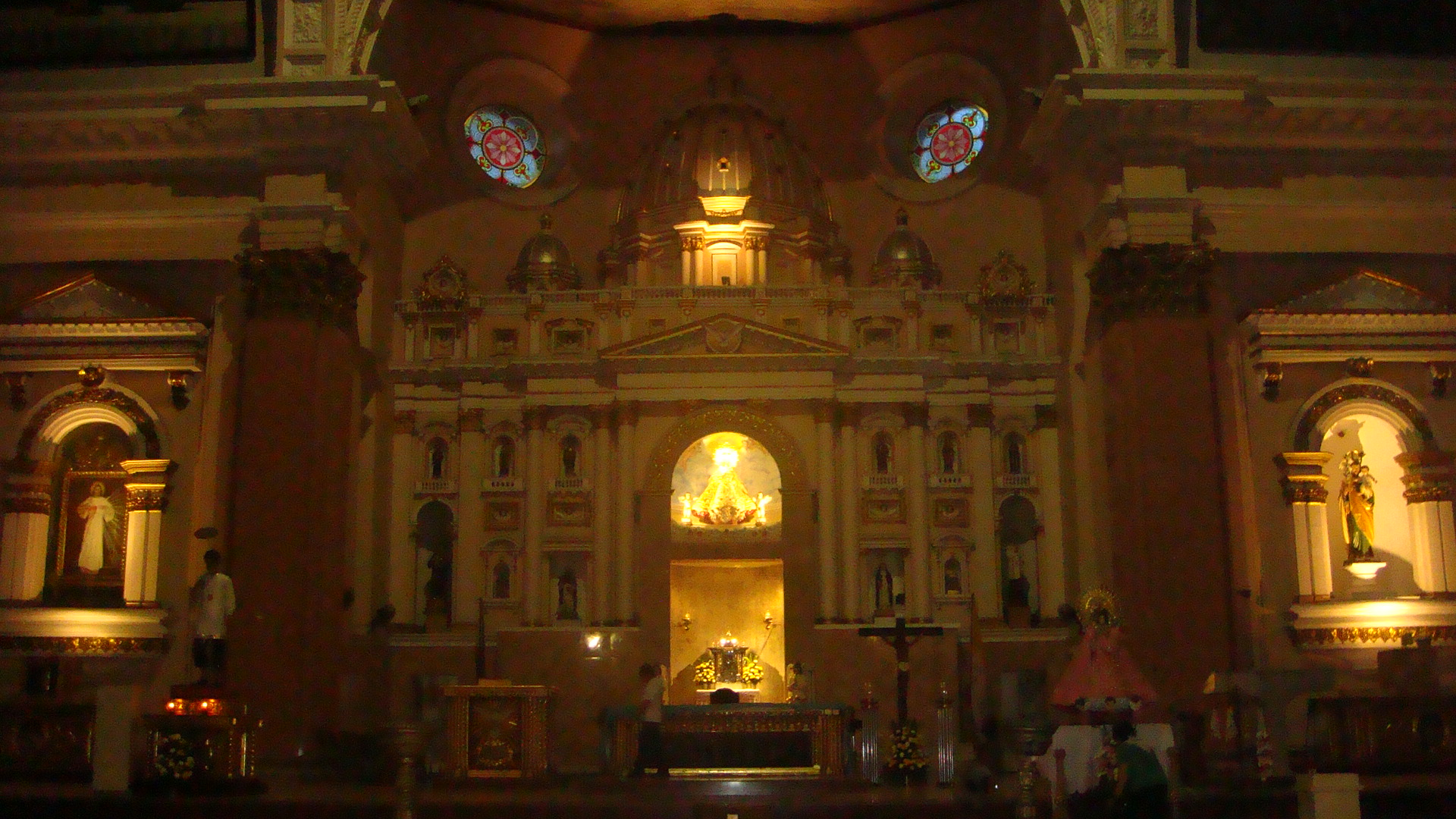
Hauptaltar der Basilika
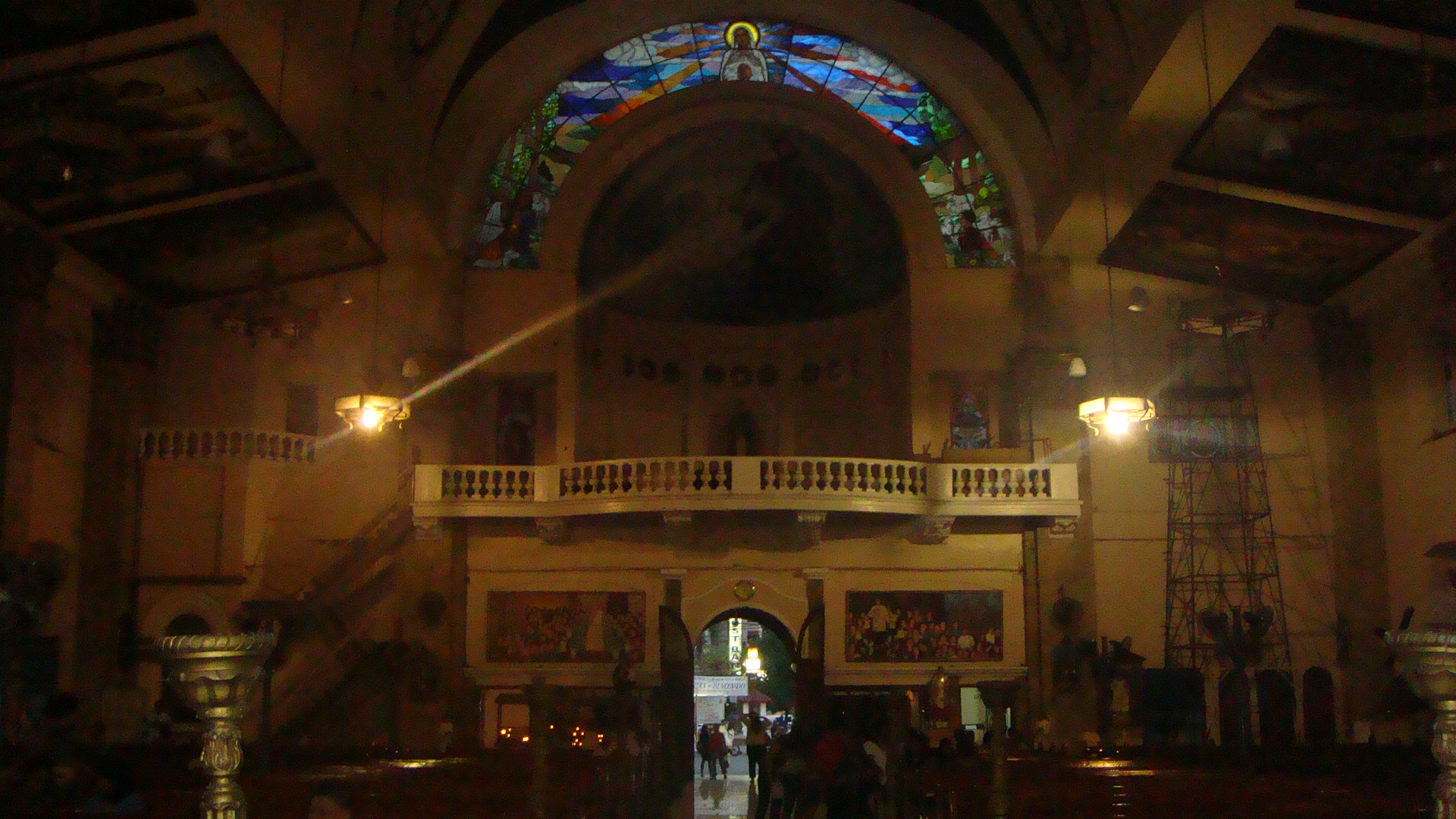
Der Innenraum
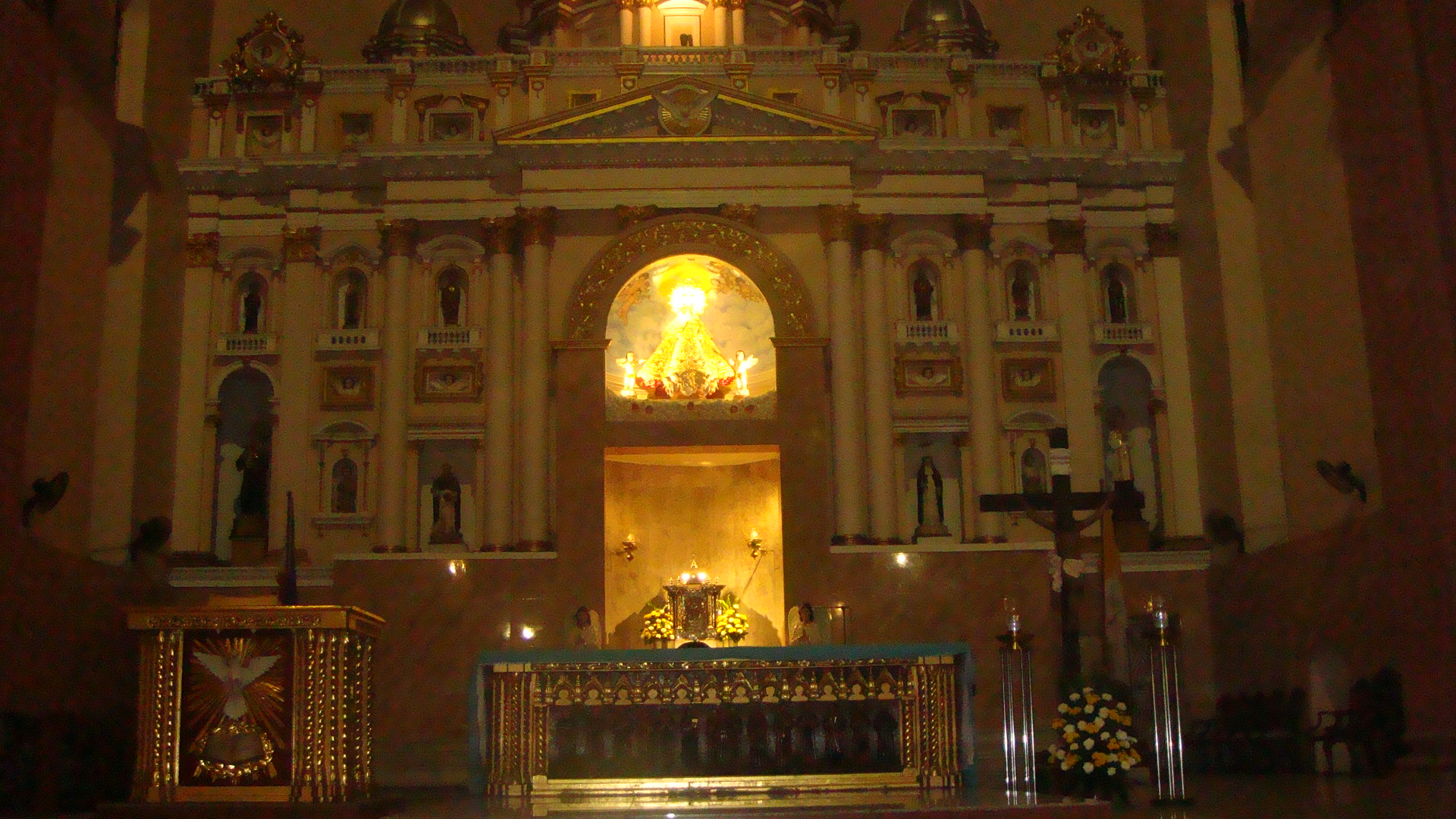
Der Hauptaltar